# Нижняя Покровка (Белгородская область)
Нижняя Покровка — село в Красногвардейском районе Белгородской области России. В составе Верхнепокровского сельского поселения.

## География
Село расположено в восточной части Белгородской области, на реке под названием Усердец (бассейна Дона), в 11,5 км по прямой к северо-востоку от районного центра, города Бирюча. Выше по течению Усердца располагается (примыкая с северо-запада) село с парным названием — Верхняя Покровка.

## История

### Происхождение названия
Изначальное поселение — деревня Старобоярская. На вольное поселение первым приехал из города Воронежа помещик Покровский со своими крестьянами.  Для своего поместья Покровский выбрал красивое место над рекой. В день освящения построенной церкви, на праздник Покрова Пресвятой Богородицы, село было переименовано в Покровку. А уже после появления Верхней Покровки, расположенной выше по течению реки, поселение стало именоваться Нижняя Покровка.

### Исторический очерк
В 1740 году на территории, где теперь расположено село, было построено первое здание, напоминавшее казарму, но на кирпичном фундаменте. Здесь жили служилые люди. Эта дата вошла в историю как время основания поселения.
События 1917 года привнесли свои изменения в жизнь крестьян. Активистами в революционных преобразованиях села были братья Левшины — Василий Стефанович и Арсентий Стефанович.
В 1931 году был создан колхоз «Ударник». Коллективизация в селе проходила в очень тяжелых условиях.
В годы Великой Отечественной войны на фронт было призвано 213 жителей села, не вернулось в родные дома 169 человек. Немецко-фашистские войска занимали село дважды: первый раз в июле 1942 года, второй — во время отступления.

## Население
| 1859 | 1897 | 2002 | 2010 |
| ---- | ---- | ---- | ---- |
| 853  | ↗875 | ↘588 | ↘582 |

## Интересные факты
В селе Нижняя Покровка существует несколько фольклорных коллективов, в которых поют представители разных поколений, благодаря чему сохраняется местная певческая традиция.